# Assemblea nazionale (Pakistan)
L'Assemblea Nazionale del Pakistan (in inglese: National Assembly of Pakistan, in urdu: ایوانِ زیریں o قومی اسمبلی - Aiwān-e-Zairīñ o Qọ̄mī Assembly) è la camera bassa del Parlamento del Pakistan, l’organo legislativo del paese. È affiancata dal Senato, la camera alta.

## Composizione e poteri
Al 2023, ai sensi dell’Art. 51 della Costituzione del Pakistan, l’Assemblea è composta da 342 seggi, di cui 266 eletti secondo un sistema maggioritario secco applicato in altrettanti collegi uninominali e 70 eletti secondo il sistema proporzionale con soglia di sbarramento al 5%, ma riservati alla rappresentanza di donne e minoranze religiose.
I suoi membri hanno mandato quinquennale, rappresentano il popolo pakistano e compongono il potere legislativo del paese, la quale ha, oltre al compito di legiferare, quello di eleggere e rimuovere il Primo Ministro e di redigere il bilancio statale.